# Тимофій (картина ван Ейка)
«Тимофій», також відомий як «Чоловічий портрет» і Léal Souvenir, — один із ранніх збережених портретів роботи Яна ван Ейка. Датований в напису на картині 10 жовтня 1432 року. Є одним із найбільш ранніх збережених зразків світського портрета у середньовічному мистецтві.
Невелика картина зображує невідомого молодого чоловіка, одягненого за бургундською модою.

## Опис
На портреті, повернутий на три чверті, зображений чоловік (за Ервіном Панофскі — тридцяти років), злегка повернувшись ліворуч на тлі однотонно темного фону. Він убраний у модний (але не аристократично розкішний) зелений шаперон — головний убір, з якого на праве плече спускається капюшон. Також він носить червоний одяг з тонким хутряним коміром. Очевидно, він лисий, також у нього немає ні брів, ні щетини на підборідді; вії є, але вони вважаються доданими при пізнішій реставрації.
Його ліва рука лежить на ілюзорно написаному кам'яному парапеті-тромплеї, та її кисть при цьому прихована за правою рукою, яка тримає сувій. Руки додані трохи пізніше основного живопису портрета, можливо, самим ван Ейком чи художниками його майстерні. За своїм малюнком вони нагадують руки з його ж портрета Бодуена де Ланнуа (бл. 1435 року). Невідомо, який документ чоловік тримає. Якщо модель була музикантом, це можуть бути ноти. Інша теорія припускає, що це опис запланованої скульптури чи юридичний документ, або навіть памфлет.
Портрет зазвичай вважається посмертним. С. Джонс відзначає, що давньоримські надгробки часто зображували покійних за парапетом з висіченим написом, що ван Ейк міг знати зі своєї подорожі до Франції.

### Написи
На «кам'яному парапеті» художником зображено три «висічених» написи:
1. грец. TγΜ.ωΟΕΟς
2. фр. LÉAL SOVVENIR
3. лат. Actu[m] an[n]o d[omi]ni.1432.10.die ocobris.a.ioh[anne] de Eyck

Переклад:
1. Грецький напис найбільш загадковий. Див. розділ нижче.
2. «Leal (суч. Loyal) souvenir» приблизно перекладається як «віддане нагадування (сувенір)». Напис дає можливість припустити, що портрет є посмертним і зроблений на згадку.
3. Найзрозуміліший із написів. У перекладі говорить: «Це зроблено у рік Господа нашого 1432-й, у день 10 жовтня, Іоанном де Ейком». Словниковий зворот з юридичної латині робить художника свідком події й за версією Кембелла підтверджує припущення, що моделлю міг бути юрист.

## «Тимофій»: ідентифікація моделі
Грецький напис, хоч і не дуже розбірливий завдяки «слідам часу», читається як грец. TγΜ.ωΟΕΟς. Існує кілька варіантів його розшифровки.
- Передача грецькою двох латинських слів «tum otheos» («Тоді був Господь»).
- Ім'я Тимофій (розшифровано Чарльзом Істлейком). Воно може стосуватися:
  - Апостола Тимофія Ефеського (тоді сувій — це 1-ше послання Тимофію апостола Павла),
  - Сучасника художника.

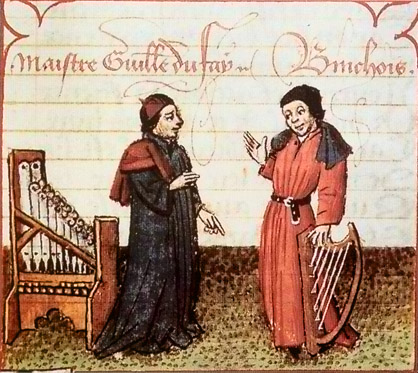
Жиль Беншуа (праворуч), разом із Гійомом Дюфаї, на мініатюрі близько 1450 року

Однак таке ім'я не зустрічалося і Нідерландах до епохи Реформації, і відкриття цього факту змусило Панофски побачити у ньому схоластично-гуманістичну метонімію, чиєю метою було з'єднати модель із важливою фігурою класичної античності. Як вважав Панофскі, був тільки один видатний чоловік, який носив це ім'я — Тимофій Мілетський, який здійснив переворот у грецькій музиці за часів Евріпіда і Платона. З цього він робив висновок, що моделлю ван Ейка міг бути тільки музикант, причому настільки ж знаменитий (як Тимофій Мілетський) завдяки своїм нововведенням. До цього додається факт, що дійсно, у музиці раннього XV століття стався поворот до ренесансної музики, який походив при дворі герцога Бургундського. Провідними музикантами бургундської школи були Гійом Дюфаї і Жиль Беншуа. Оскільки відомо, що Дюфаї був за кордоном під час написання портрета, моделлю — за Панофскі — міг бути тільки Жиль Беншуа.
Лорн Кемпбелл відводить ідентифікацію Панофскі на тій підставі, що Беншуа був кліриком, а зображений на портреті чоловік одягнений не як клірик. Хоча Беншуа був каноніком, він, утім, так і не був висвячений у сан (таким чином, він не мусив носити священницьке вбрання).
Альтернативне пояснення було запропоновано Венді Вуд. Воно ґрунтується на подібній аргументації. Водночас із давньогрецьким музикантом Тимофієм Мілетським відомим був і його тезка-скульптор, який уславився своїми барельєфами. А при бургундському дворі, згідно з дослідженнями Венді Вуд, працював скульптор Жиль де Блашер (Gilles de Blachere). З цієї причини вона ідентифікує «Тимофія» Ван Ейка як Жиля де Блашера.